# アジア的生産様式
アジア的生産様式（アジアてきせいさんようしき、ドイツ語: Asiatische Produktionsweise）とは、マルクス主義における社会の発展段階の1つとしてカール・マルクスが1859年に位置付けたもの。原始共同体と奴隷制の間に存在しうる、古代アジアに見られた史上最初の階級社会および生産形態のこと。

## 概要
カール・マルクスは1859年に著した『経済学批判』の序文で、資本主義に先行する階級社会として、奴隷制や封建制に並べて「アジア的生産様式」を挙げた。しかしながら、「アジア的生産様式」についてはこの序文にも、論文本文にも説明がなかった。このため、「アジア的生産様式」が何を意味するのかについて歴史学会、経済学会において様々な論争がおこなわれた。

大づかみに言って、アジア的、古典古代的、封建的、近代ブルジョア的の諸生産様式が、経済的社会構成体の前進的諸時期として表示されうる。ブルジョア的生産関係は、社会的生産過程の最後の敵対的形態である。
—マルクス『経済学批判』序言,

古代アジア的生産様式とか、古典古代的生産様式などにおいては、生産物の商品への転化、したがってまた人間の商品生産者としての定在は、一つの従属的な役割、と言っても、共同体がその崩壊段階に入るにつれて重要さを増してくる従属的な役割を演じている。……あの古い社会的諸生産有機体は他の人間との自然的な種属関係の臍帯からまだ離れていない個人的人間の未成熟にもとづいているか、あるいは、直接的な支配隷属関係にもとづいている。
—マルクス『資本論』第一部（全集23-a巻p.106）,

ただし、『経済学批判』における記述は、生産様式の継続的発展の諸初の段階に想定されていたのは原文では「オリエント的(orientalisch)」生産様式であり、この「オリエント的」はなぜか「アジア的」と言い換えられるようになった。マルクスが「オリエント的」生産様式という言葉で意図したところは、アジア的専制国家・アジア的共同体（後述）という社会・国家体制であり、両者を媒介するのは国家的勧農（公共事業）であったと考えられている。
1920年代から1930年代に論争があり（後述）、原始共同体を意味するという考え、アジア独特の前資本主義的階級社会であるとする考え、古代アジアに出現した奴隷制の一形態であるとする考えなどが表出された。アジア社会に特有な歴史段階であり、唯物史観（発展段階説）とは異なる進歩が止まった独特な社会構成であるとする解釈、「原始共産制社会」の別名であるとする解釈、アジア的封建制であるとする解釈などが存在した。
ところが、1939年にソ連で発表されたマルクスの遺稿『資本制生産に先行する諸形態』が公刊され、マルクスの考えていたアジア的生産様式の内容が具体的な形で明らかになった。『資本制生産に先行する諸形態』のなかでマルクスは、アジア的生産様式は、古代的・封建的生産様式とは異なって、アジア的土地所有においては共同体の所有はあっても個人の所有はなく、個人は共同体成員としてそれを保有しているにすぎない、としている。これは、個人が土地(耕地)を分配されるのみの存在であって、共同体から自立できないことを示しており、これは原始共同体の社会構成とも異なることを示した。また、マルクスは、このような機能を国家的規模で独占管理し、共同体の生産と労働を貢納制度によって収奪しているのが専制君主であると指摘した。また、『資本主義的生産に先行する諸形態』では、本源的所有の三形態のうち第一形態「アジア的基本形態」という言葉が現れており、1960年代の論争（後述）ではこれがアジア的生産様式概念の内実を示しているのではないかと考えられた。
以上によりマルクス主義では、アジア的生産様式とは「原始共同体の解体によって発生した最初の階級社会」と位置づけられた。この生産様式は古代中国・インドにとどまらず、エジプト・メソポタミアなどの各古代専制国家、そして律令体制以前の日本にも存在したとされている。

## マルクスにおける論理の展開
マルクスがオリエント的（アジア的）という言葉で指そうとしたもの＝アジアとみなした地域は、とくにインド、中国、トルコ、ロシアなどであった。マルクスのアジア観は、18世紀西ヨーロッパにおけるアジア観の変遷にほぼ寄り添う形で変化したと考えられている。アジア的専制国家論（モンテスキューの『法の精神』に代表される）の見方が、ヘーゲルの『歴史哲学』を経由して、マルクスにのアジア的共同体論に継承されている。
1840年代のマルクスは、当時のアジア社会はまだ自然生的状態にあると判断し、アジアが「文明」史としての「世界史」の舞台に自主的に登場しはしない「未開国や半未開国」にすぎないと位置づけた。ブルジョアジーは農村を都市に依存させたように、「未開国や半未開国を文明国に、農民国をブルジョア国に、東洋を西洋に」（『共産党宣言』全集4巻p.480）依存させたと考えた。アジア的共同体論は、19世紀初頭のイギリス東インド会社の官吏たちがインド各地やジャワで土地共有に基づく共同体を「発見」したことを起源とする。また、1830年代以降、西欧主義とスラブ主義の論争を通じて、ロシア的な共同体（ミール）に注目が集まったことによって、アジア的共同体は太古的共同体の残存とみなされるようになった。このようなアジア的共同体論を受け継いで、マルクスはアジア的共同体がアジア的専制国家の隠れた基盤であると考えたのであった。
『ドイツ・イデオロギー』においての「部族的所有」段階に関する歴史理論的分析は、以上のような歴史哲学に大きく制約されていた。「インド人とエジプト人の場合にみられる労働の分割の未熟な形態としての『カスト制度』」（『ドイツ・イデオロギー』廣松版p.52）が注目され、「家父長制度」や封建的同職組合制度（『貧困の哲学』全集4巻p.156）から区別されていた。しかしカースト制度は家族の中に潜在している奴隷制が徐々に発展した形態にとどまっているという限りで「部族的所有」段階あるいは「家父長制度」段階の一つの発展段階にすぎないとみなされた。それがゆえに、「人類史上の特別の発展の段階」（『賃労働と資本』全集6巻p.403）をなすものではないとされた。「古典古代的社会、封建社会、ブルジョア社会」の三段階区分の歴史研究は、マルクスの理論経済学研究と世界革命の理論に対して著しい制限をあたえた。
1853年4月から6月の時期に、マルクスはエンゲルスと意見を交わしながら、インドにおける村落制度（『イギリスのインド支配』全集9巻p.125）を初めて詳細に知った。この時、マルクスは個々の孤立した共同体は「カストの差別や奴隷制という汚点」（同p.127）を持っている「小さい半野蛮、半文明の」（同p.126）自然生的ゲマインヴェーゼンに留まってはいるけれども、インド社会はもはや自然生的状態を離脱して、村落制度という「独特な特質をもった一つの社会制度」（同p.125）を形成するに至ったと考えるようになった。しかしながら、19世紀インドのこの村落制度という共同体社会は、古典古代以来の西ヨーロッパ的社会＝「歴史のほんとうのかまど」（『ドイツ・イデオロギー』廣松版p.38）としての市民社会とは本質に異なる社会的生産有機体である。当時のマルクスはこの村落社会を「アジア的社会」と、この社会の滴定的生産様式を「アジア的生産様式」と呼んだ。このアジア的生産様式は、「古典古代的生産様式」に先行するものとして歴史私論的に位置づけられた。マルクスは、近代ブルジョア社会の社会的生産有機体論的な解明のために低次の共同体社会の冷笑である村落制度に関する分析を高次の共同体社会への展望のもとに広範に活用した。ここには、東洋と西洋を対立的に把握し、アジア史は西ヨーロッパ史に段階的に先行するものであるというヘーゲルの歴史哲学の枠組みが依然として存在していた。
『ゴータ綱領批判』執筆のころから、マルクスは「農民国」と「ブルジョア国」を対立的に把握する歴史哲学に基づいた『共産党宣言』の農民論を大きく修正していく。「農民国」であるロシアでの新しい胎動がその背景にあった。結果として、『共産党宣言』ロシア語第2版における革命論は、「東洋」と「西洋」を対立的に把握する伝統的枠組みを突破していった。1881年の「ザスーリチへの手紙への回答の下書き」でもこの修正は試みられた。
アジア的生産様式がそれの「前進的諸時期」の最初に置かれていた経済的社会構成体は、商品交換から生じてくる物的依存関係こそが社会的生産有機体の主要あるいは従属的な構成原理となっているような社会構成体である。それは、物質的生活の生産における人間と人間の社会的関係である生産諸関係の総体としての社会構成体概念とは次元と異にするものを含んでいる。ところが、マルクスは氏族的な血縁の紐帯という人格的依存関係を社会的生産有機体の唯一の構成原理としている氏族社会を発見し、家父長制理論の放棄を余儀なくさせられた。ここからマルクスは「経済的社会構成体の前進的諸時期」という定式を修正して、第一次構成体・第二次構成体・第三次構成体の区分を試みる。第一次構成体は社会的生産有機体としては人格的依存関係だけを唯一の構成原理としている段階の社会構成体である。第二次構成体は従来の経済的社会構成体である。第三次構成体は新しい真に人格的な依存関係が物的依存関係を圧倒して、社会的生産有機体の主要な構成原理となってくるような段階の社会構成体として想定される。東洋では、農耕共同体制度としての独特な村落制度の社会は、第一次構成体と第二次構成体にまたがって存在する。アジア的生産様式の村落制度は第一次構成体に属し、本格的な東洋的専制君主のアジア的初期封建制度の村落制度は第二次構成体に属する。この場合において、アジア的生産様式の専制君主の手による商品交換は、社会形成的機能としては「従属的な役割」さえも否定されている。また、「包括的統一体」として存在する上位共同体と下位共同体の間の「貢納関係」は、いずれも「血縁の7きずなから解放された自由人たちの最初の社会集団」（全集19巻p.406）である上位共同体と下位共同体の間の拡大・延長された地縁的隣人的関係が支配隷属関係に転化したものとみなされるようになった。

## マルクス没後の論争
アジア的生産様式が最初に大きな問題となったのは1920年代であった。当時の国際共産主義運動が当面していた課題である中国革命の戦略・戦術にかかわる問題であった。中国革命が変革の対象としている社会はいかなる性質の社会なのかということが、中国革命は何を目指す変革なのかということを規定するからである。こうしてアジア的生産様式の問題は政治の問題になったのである。論争は中国とソ連邦を中心に行われたが、日本でもその強い影響のもとに日本社会の特質の歴史的究明という視点から広く議論された。また、1930年代の日本資本主義論争の中では、中西功、大上末広、尾崎秀実らによって「満州経済論争」「中国統一化論争」が行われ、中国社会に密接した議論が繰り広げられた。この時期の論争では、アジア的生産様式を、奴隷制あるいは封建制のアジア的な変種ないし変形とみなす説、前階級社会（原始社会）から階級社会への過渡形態ないし端緒的先行形態とする説とに大別することができる。前者はアジアにおける特殊事情として普遍的段階系列上の位置づけを否定するものであるのに対して、後者は普遍史的範疇であることを残しながらもあくまで過渡的形態として位置付け、他の諸段階と同格な社会構成上の一段階としては認めない立場であった。
アジア的生産様式論争は1960年代に再燃し、その口火を切ったのはジャン・シェノーであった。この論争の再燃をもたらしたのは、アフリカ諸国の独立へのたたかいであった。この論争は政治の問題とは直結せず、むしろ学術的議論として国際的に展開されることとなった。この論争の中からは、「総体的奴隷制（一般的奴隷制）」、「国家的奴隷制」などの理論が提起された。

### アジア的生産様式の各国別の議論

#### 日本特殊論
マルクスの問題提起を受けてアジアの歴史学者たちはそれぞれ議論を展開したが、まず問題になったのは「この説がアジア全域に適用されるのか？」ということであった。マルクスの分析した国は主として下部構造の詳細なデータがあった英領インドであり、マルクスの手元にあった日本や中国に対する史料はさほどではなかったとされている。このことを受けて様々な議論が出たが、日本の歴史学者石母田正は「アジアと言っても各国別に状況が異なっている。この説はアジア全域には適用できない。中国やインドでは顕著だが、日本やモンゴルでは古代の時点でアジア的生産様式を脱し、普遍的な発展段階説に合流した」と論じた。これを「日中分岐論」という。 石母田によれば、日本では古代末期（平安時代末期）に武士が発生したことにより領主制が進展し、封建制の段階に入って古代奴隷制を脱却したという。石母田は百尺竿頭更に一歩を進め、アジア的生産様式論が粗雑だったために問題が生じたとさえ述べた。「（大東亜共栄圏のような）帝国主義にアジア的生産様式論争は利用されてしまっており、自己の無気力の正当化、西欧へのいわれのない賛美、アジア諸国への蔑視につながっている」とさえ述べている。
歴史学者の福本勝清によると、この説は旧日本軍が唱えた「大東亜共栄圏」の理論にも援用されていたという。すなわち、「アジア諸国はアジア的生産様式のもと、ずっと停滞し続けている（アジア的停滞）。それを打破できるのは、日露戦争で史上始めてアジア人として白人に打ち勝った我々日本人だ。だからアジアを目覚めさせることが出来るのは日本人だけだ」というのである。いささか都合の良い換骨奪胎であった。
吉本隆明は、「普遍的に〈アジア的〉といわれている要素は何なのかってことは、いままではっきりさせられたことがないんだから、はっきりさせなければいけない」として、やはり「アジア的」なるものは存在するという立場を取り、土地所有の形態の違いや西洋の「エゴ」の発見と学問の分化などを例として挙げた。経済成長しても日本もまた「アジア的」で、ヨーロッパ化すればいいという問題でもなく利点も欠点もあり、これからも非常に長い間アジア的な要素が残っていくだろうとした。ただし違いもあり、中国やインドに対して異民族による支配者交代などの変化が非常に少ない点を特殊な点とした。
もともとはマルクスに由来する発想だが、日本や台湾の保守から右翼知識人の間では「日本は植民地化することでアジア的停滞の中にあったアジアを目覚めさせた恩人であり、それに因縁をつけてくるのはおかしい」というような、「アジア的生産様式」を使った他のアジア諸国を貶めるような形での主張が今でも行われている。
対して、韓国においては上記のような「日本が韓国を発展させてあげた」という主張はあまり受け入れられていない。桃山学院大学教授の松村昌廣は、これには下記のような背景があるとしている。
- 日本統治の下，朝鮮は急速な社会的経済的発展を実現できた一方，その後，朝鮮戦争の戦災に見舞われた
- その際韓国を防衛したのも，戦後に安全保障を軸に幅広く支えたのも米国であったことから，戦前の日本統治と比較されるのは米国であった
- 客観的には，「漢江の奇跡」の前提となった社会的経済的インフラの多くを整備したのも日本統治であり，その原資を借款の形で供与したのも戦後の日本であったが，抑圧的な開発独裁を採った軍事政権の指導者集団の中核が旧日本軍や朝鮮総督府の関係者であったことから，日本統治の正の遺産や戦後の貢献への評価には繋がらなかった
- さらに，日本統治を直接体験した世代の交代が進んで社会的記憶がなくなると，負の遺産ばかりが強調されるようになった[11]

#### 「東洋的専制主義」をめぐって
中国学者のカール・ウィットフォーゲルは1957年、社会主義国をアジア的生産様式に基いている東洋的専制主義であると批判し、「ソ連はロシア帝国のツァーリと同じではないか」「アジアは革命を経てもまた専制的である」と論じた。。「東洋的専制主義」は特に中国の歴代王朝で顕著だったもので、皇帝がすべての人民を奴隷として搾取する仕組みである。その仕組が今のソ連や中国共産党などでも引き続き行われているというのが彼の主張であった。
中国歴代王朝に於いて、皇帝は完全なる独裁者であり、ごく一部の名君を除くと人民に対する収奪はかなり極端なものであった。例えば白居易が皇帝を諫言した「新楽府」には「炭売の貧しい老人から、勅命だと言って皇帝の近臣が売り物を全て奪い取り、代価としてほとんど二束三文の布を与えて恩賜と言い放つ」という収奪の有様が述べられている。中国共産党は「人民中国」などと言っていかにも民衆本位のような顔をしているが、実際には歴代王朝の搾取と大差ないものだというのである。ウィットフォーゲルの説に影響を受けた歴史学者の岡田英弘は、「中国歴代王朝は一つの巨大な資本、総合商社のようなもので、皇帝は中国最大の資本家であった。」と論じた。岡田によれば、中国の皇帝は公設市場の売買と経営、官営工場の経営、民衆への貸金業、海外貿易業、塩や鉄の専売などの事業を行い多額の利潤があり、国家財政・宮廷財政の区別も存在していなかったという。
幼少の君主が続き宦官・外戚のような皇帝の側近たちが権勢を振るった後漢王朝などの例外を除けば、歴代王朝における皇帝権力は極端に強いものであり、科挙に合格した高級官僚とても皇帝の奴隷に過ぎなかった。皇帝は上表文の文字が間違っていたり、字が下手だったりしただけで「墨汁を飲め」と官僚に命じることが出来、皇帝のおまる、痰壷を持って終日側に立つ官僚さえもいた。上表文に対して皇帝はパワハラ的な罵倒をすることが出来、上表文の文字が気に入らなければ官僚を処刑することも出来た。例えば明の太祖朱元璋は元々貧しい僧侶だったため、「光」「日」など坊主頭をいう隠語が上表文にはいっていることを極端に嫌い、この二字を使った官吏を「朕を馬鹿にしている」と即座に切り捨てたという。このような上表文の些細な文字にこだわり官吏を虐待した皇帝は明の太祖に留まらず、国語学者の笹原宏之の研究によれば太祖の孫の永楽帝や、清の道光帝などもかなりひどいものであったという。道光帝は官吏に好きなように話させないよう、上表文の些細な誤字脱字をあげつらったと伝えられている。このような状況では、官吏は上表文の内容より、きれいな字で書かれていて皇帝の機嫌を損ねないことに腐心するようになってしまい、政策以前の問題で「何もしないほうが良い」ということとなってしまったため、中国の停滞は一層酷いものになってしまった。知識人の中にはそれを憂え、清の龔自珍のように変革を訴えたものもいたが、ほとんど清滅亡まで皇帝のご機嫌取りが続いてしまった。
このウィットフォーゲルの主張及び岡田らの研究は、中国を研究していたジョゼフ・ニーダムなどのマルクス主義者からは忌み嫌われ、この説を説明した歴史学者の福本勝清によれば、昭和の頃のマルクス主義者にこの話をすると、「中国の悪口をいうべきではない」とひどく嫌がられたという。